# Visite à Oscar Dominguez
 (juillet 2025).
Pour plus de détails, voir Fiche technique et Distribution.
Visite à Oscar Dominguez est un documentaire et court métrage d'Alain Resnais sorti en 1947.

## Fiche technique
- Titre : Visite à Dominguez
- Réalisation : Alain Resnais
- Tourné en : France
- Pays :  France
- Langue : français
- Format : noir et blanc
- Date de sortie : 1947